# Parque Metropolitano de Arocagua
El Parque Metropolitano de Arocagua se encuentra ubicado en el departamento de Cochabamba en el municipio de Sacaba, provincia Chapare. Es una de las ocho áreas protegidas del departamento de Cochabamba y pertenece a la ecorregión de Valles secos interandinos. Se encuentra a una altitud de 2760 m.s.n.m. y cuenta con una superficie de 75.3768 hectáreas.

## Nivel de protección
Es un parque de conservación biológica y está protegido por la Ley 025 del 26 de diciembre de 2014.

## Atractivos
En flora, el parque cuenta con las siguientes especies:
- Arbustales espinosos densos de Harrisia tetracantha
- Eucaliptos (Eucalyptus globulus)
- Molle (Schinus molle)
- Jacarandá (Jacaranda mimosifolia)
- Vasconcellea quercifolia
- Erythrina falcata
- Senegalia Acacia visco
- Kageneckia lanceolata
- Salix humboldtiana
- Algarrobo (Prosopis laevigata var. Andicola)
- Fraxinus americana

Por otra parte, la fauna del parque incluye:
- Murciélagos:
  - Sturnira erythromos
  - Annura geoffroyi
  - Desmodus rotundus
  - Myotis oxyotus
- Roedores:
  - Akodon boliviensis
  - Andinomys edax
  - Bolomys lactens
  - Neotomys ebriosus
- Aves:
  - Colaptes melanochloros melanolaimus
  - Psilopsiagon aymara
  - Asthenes dorbignyi dorbignyi
  - Phacellodomus striaticeps
  - Knipolegus aterrimus
  - Mimus dorsalis
  - Lophosingus griseocristatus
  - Oreopsar bolivianus
- Anfibios:
  - Telmatobius hintonii
  - Pleuroderma cinereum
  - Hypsiboas andinus
  - Mabuya cochabambae
- Reptiles:
  - Vívora Bothrops jonathani
  - Culebra Philodryas psammophideus
  - Culebra Waglerophis merremi
  - Culebra Oxyrhopus rhombifer
  - Culebra Tachymenis peruviana